# Daniela Constantinescu
Daniela Constantinescu (* 25. April 1988 in Rădăuți) ist eine rumänische Fußballschiedsrichterassistentin.
Seit 2019 steht sie auf der Liste der FIFA-Schiedsrichter und ist an der Spielleitung internationaler Fußballspiele beteiligt.
Constantinescu war unter anderem Schiedsrichterassistentin bei der U-19-Europameisterschaft 2024 in Litauen und bei der U-17-Weltmeisterschaft 2024 in der Dominikanischen Republik sowie bei diversen Qualifikations- und Freundschaftsspielen.